# ريان يسلم
ريان يسلم (مواليد 23 أبريل 1994، لاعب كرة قدم إماراتي يجيد اللعب في الوسط مع نادي الظفرة.

## مسيرة اللاعب
لعب في نادي العين ونادي الشارقة ونادي الظفرة.

## روابط خارجية
- ريان يسلم على موقع ناشيونال فوتبول تيمز (الإنجليزية)
- ريان يسلم على موقع Soccerway.com (الإنجليزية)